# Тарлан (балет)
Тарлан (азерб. Tərlan) — детский балет в одном действии. Автор музыки — азербайджанский композитор Афрасияб Бадалбейли.

## История
В 1938 году по случаю первого выпуска Бакинского хореографического училища, Афрасияб Бадалбейли написал для выпускников одноактный балет-сказку «Тарлан» по либретто своего брата Тургуда Бадалбейли. 
Премьера состоялась в 1940 году. Балет также стал первым опытом Гамэр Алмасзаде в качестве постановщика.

## Сюжет
Маленькая девочка Тарлан видит во сне, что ее преследует страшное создание. Итог битвы добра и зла очевиден: храбрый мальчик побеждает и спасает девочку.